# جشنواره بین‌المللی فیلم شیکاگو
جشنواره بین‌المللی فیلم شیکاگو (به انگلیسی: Chicago International Film Festival) یک جشنواره سالانه فیلم است که در ماه اکتبر هر سال در شهر شیکاگو (ایلینوی، آمریکا) برگزار می‌شود.جشنواره بین المللی فیلم شیکاگو به فیلمهای مستقل و غیر آمریکایی می‌پردازد. فستیوالی که در اکتبر ۱۹۶۵ اولین دوره‌اش برگزار گردید؛ حالا به گسترش و توسعه فراوانی دست پیدا کرده و بخش‌های متنوعی را ارائه می‌کند. در حقیقت در ابتدای کار؛ سینمای آمریکا هدف اصلی این جشنواره نبوده است. اگرچه حدود چند سال بعد برخی تولیدات مستقل آمریکایی نیز در جشنواره فیلم شیکاگو حضور داشتند.
فستیوال شیکاگو به غیر از چند سال ابتدایی دهه ۸۰ که جشنواره در ماه نوامبر برگزار گردید؛ عمدتا در سال‌های دیگر؛ همان هفته اول اکتبر بین ۱۲ تا ۱۴‌روز برگزار شده است.
مهمترین جایزه جشنواره‌ بین‌المللی فیلم شیکاگو هوگوی طلایی (Gold Hugo) است که البته در مرتبه‌های بعدی هوگوی نقره‌ای و برنزی نیز به بهترین‌ها اهدا می‌شود. از دیگر جوایز مهم این جشنواره «پلاک طلایی» قابل اشاره است. که البته هر کدام از این جوایز در بخش‌های مشخص شده و اختصاصی به برگزیدگان تقدیم می‌گردد چنانچه «هوگوی طلایی» مختص بهترین فیلم جشنواره است و دو هوگوی نقره و برنز به شایسته‌های دوم و سوم تعلق دارد.
اگر چه حرفه‌ای‌ها آثارشان در فستیوال فیلم شیکاگو پذیرفته می‌شود اما عمده کارگردان‌ها و تهیه‌کننده‌ها متعلق به سینمای آمریکایی نیستند.
از سوی دیگر بزرگان سینما طی برگزاری این جشنواره با شرکت در هیات انتخاب فیلم و هیات ژوری بار جشنواره را بالا می‌برند، در طی سالیان اخیر استیون اسپیلبرگ، سوزان ساراندون، کامرون کرو، نیکلاس کیج از سینماگران شناخته شده‌ای بودند که در فستیوال بین‌المللی فیلم شیکاگو حضور داشتند.

## برنامه ارتباطات بین‌المللی
برنامه ارتباطات بین‌المللی به عنوان بخشی از جشنواره بین‌المللی فیلم شیکاگو در سال ۲۰۰۳ برای آشنایی بیشتر با تنوع فرهنگ بین‌المللی و جلب توجه بیشتر رسانه‌ها و مردم به این جشنواره آغاز به کار کرد. در چارچوب ای برنامه از ژوئیه تا سپتامبر فیلمهای خارجی به‌طور رایگان در سطح شهر به نمایش در می‌آیند.

## سینمای ایران در جشنواره بین‌المللی فیلم شیکاگو
عزت‌الله انتظامی نخستین کسی بود که در سال ۱۹۷۱ جایزه هوگو نقره‌ای را برای بازی در فیلم «گاو» ساخته مهرجویی به‌دست آورد. 
فیلم‌های چهارشنبه سوری اثر اصغر فرهادی (سال ۲۰۰۶)، فیلم دایره اثر جعفر پناهی و فیلم پرزیدنت ساخته محسن مخملباف هم دیگر آثار سینمای ایران هستند که موفق به کسب هوگوی طلایی این جشنواره شده‌اند. فیلم کافه ترانزیت ساخته کامبوزیا پرتوی هم توانست نامزد هوگوی طلایی جشنواره شیکاگو شود.
فیلم جنایت بی‌دقت ساخته شهرام مکری آخرین اثر از سینمای ایران است که سال ۲۰۲۰ موفق به دریافت هوگوی نقره‌ای این جشنواره شد.
حسین عابدینی برنده جایزه پلاک طلایی بهترین بازیگر چهره نو ظهور و استعداد درخشان، از 37 امین دوره جشنواره بین‌المللی فیلم شیگاگو برای فیلم سینمایی (باران) سال  2001 شد.